# José Veríssimo
José Veríssimo Días de Matos (Óbidos, 8 de abril de 1857 — Río de Janeiro, 2 de diciembre de 1916) fue un educador, periodista y estudioso de la literatura brasileña, principal ideólogo de la Academia Brasileña de Letras.

## Biografía
Nacido en la entonces Provincia del Pará, hijo de José Veríssimo de Matos y Ana Flora Días de Matos, José Veríssimo estudió las primeras letras en Manaus y Belém. Se trasladó a Río de Janeiro en 1869 para continuar los estudios pero retornó a su estado natal. En Belém Veríssimo colaboró en periódicos, además de ejercer el magisterio. El año 1880 fue clave en su vida: viajando por Europa, tomó parte en el Congreso Literario Internacional, en Lisboa. En otro viaje al continente europeo, en 1890, pronunció conferencias donde habló de la civilización marajoara y de las riquezas de la Amazonia. 
En 1891 fue director de instrucción del Pará (cargo hoy equivalente a Secretario de Educación). Ese año volvió a Río, donde dio clases en la Escuela Normal y en el actual Colegio Pedro II, del cual fue director.
Intensificó sus estudios sobre la literatura brasileña, publicando en la Revista Brasileña - órgano que reunía el mejor de las letras en el país - y en cuya sede pasaron a reunirse los intelectuales que formaron el núcleo fundador de la Academia Brasileña: Lúcio de Mendonça, Joaquim Machado de Assis (de quien fue gran amigo y defensor), Alfredo d'Escragnolle Taunay, etc. Afiliado al Naturalismo, fue uno de los exponentes de la crítica literaria y de la historiografía de las letras en Brasil. Como educador, elaboró importantes análisis sobre los problemas del sistema educativo del país en la joven República, heredera de problemas como la reciente esclavitud, y tantos otros.